# Jugoton
Jugoton foi a maior gravadora e rede de lojas de discos da antiga Iugoslávia com sede em Zagreb, República Socialista da Croácia.

## História
A Jugoton foi formada em 1947. É notável por lançar alguns dos mais importantes discos pop e rock da ex-Iugoslávia. Além disso, a empresa possuía uma ampla rede de lojas de discos em toda Iugoslávia. A empresa mudou seu nome para Croatia Records em 1991, após a Croácia se separar da Iugoslávia.

## Artistas

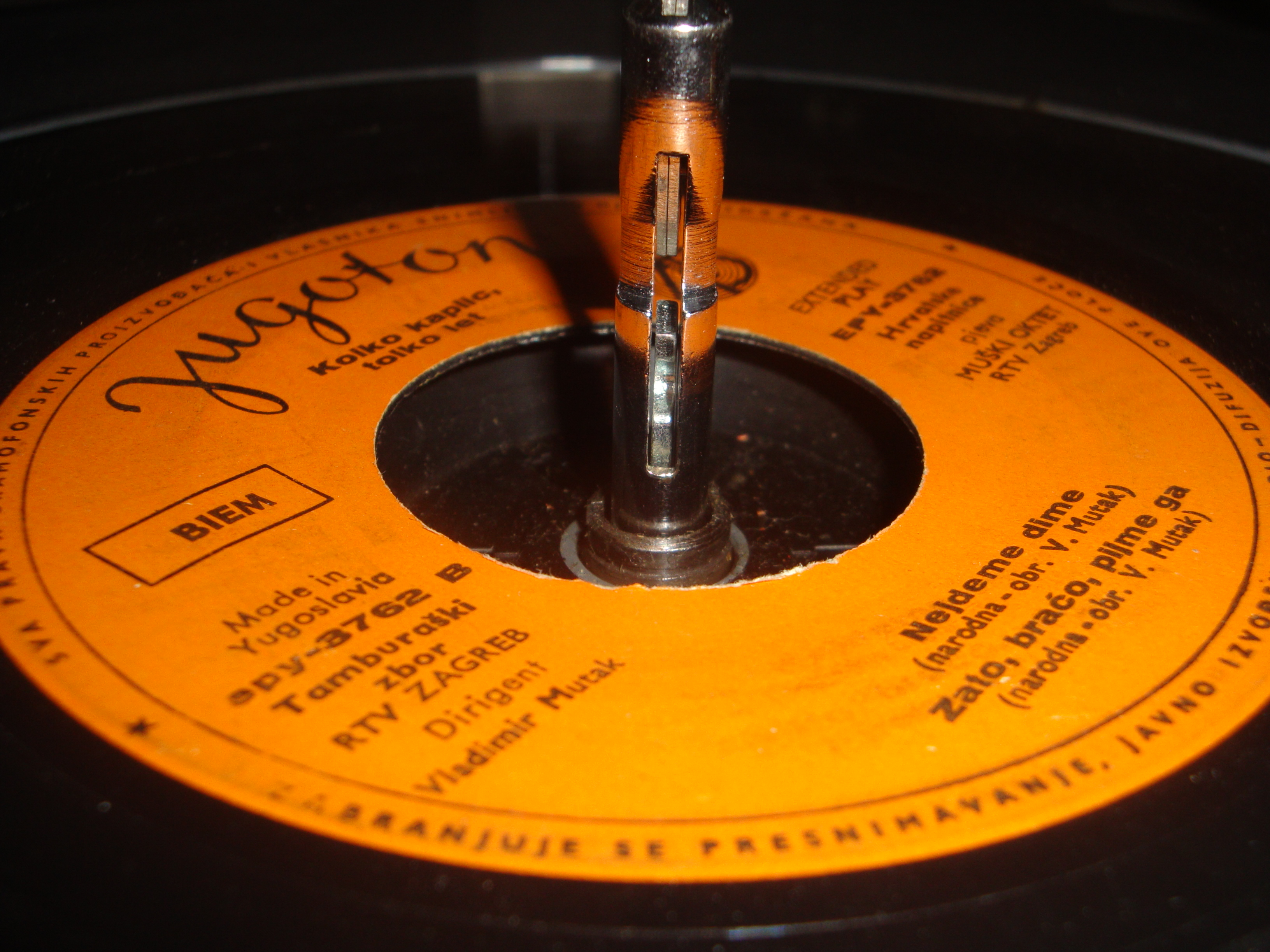
Um disco da Jugoton.

Jugoton é notável por assinar com vários eminentes artistas pop e rock da ex-Iugoslávia. Alguns dos artistas que assinaram contrato com a Jugoton incluem: 
- Aerodrom
- Ansambel bratov Avsenik
- Silvana Armenulić
- Atomi
- Azra
- Đorđe Balašević
- Bele Vrane
- Beograd
- Halid Bešlić
- Bezobrazno Zeleno
- Bijele Strijele
- Bijelo Dugme
- Biseri
- Borghesia
- Bulevar
- Cacadou Look
- Crni Biseri
- Crvena Jabuka
- Crveni Koralji
- Zdravko Čolić
- Dah
- Daltoni
- Dʼ Boys
- Delfini (banda de Split)
- Delfini (Zagreb band)
- Denis & Denis
- Devil Doll
- Divlje Jagode
- Dorian Gray
- Dubrovački trubaduri
- Du Du A
- Dino Dvornik
- Električni Orgazam
- Faraoni
- Film
- Garavi Sokak
- Grešnici
- Griva
- Grupa Marina Škrgatića
- Grupa 220
- Hari Mata Hari
- Haustor
- Hobo
- Idoli
- Indexi
- Ibrica Jusić
- Kameleoni
- Tereza Kesovija
- Kontraritam
- Korni Grupa
- Laboratorija Zvuka
- Laki Pingvini
- Leb i Sol
- Josipa Lisac
- Oliver Mandić
- Đorđe Marjanović
- Srđan Marjanović
- Seid Memić
- Slađana Milošević
- Zana Nimani
- Oko
- Opus
- Osmi Putnik
- Parni Valjak
- Partibrejkers
- Pekinška Patka
- Petar i Zli Vuci
- Plavi Orkestar
- Prljavo Kazalište
- Profili Profili
- Rani Mraz
- Riblja Čorba
- Rokeri s Moravu
- Sanjalice
- September
- Slomljena Stakla
- Ivica Šerfezi
- Srebrna Krila
- S Vremena Na Vreme
- Šarlo Akrobata
- Tajči
- Time
- Neda Ukraden
- U Škripcu
- YU Grupa
- Zabranjeno Pušenje
- Zana
- Zlatni Dečaci
- Zlatni Prsti
- Žeteoci

Jugoton também lançou a influente coletânea Paket aranžman. Muitos artistas que representaram a Iugoslávia no Festival Eurovisão da Canção assinaram contrato com a Jugoton, incluindo os vencedores de 1989, Riva.
Assim como outras antigas gravadoras iugoslavas, a Jugoton também tinha licença para lançar títulos estrangeiros para o mercado iugoslavo incluindo notáveis estrelas da música popular internacional como: Rick Astley, The Beatles, David Bowie, Kate Bush, Deep Purple, Eurythmics, Iron Maiden, Kraftwerk, John Lennon, Madonna, Gary Moore, Mötley Crüe, Elvis Presley, Pink Floyd, Public Image Ltd., Queen, The Rolling Stones, Scorpions, U2, Whitesnake, Kim Wilde e outros.

## Concorrência
Outras grandes gravadoras da antiga República Socialista Federativa da Iugoslávia foram: PGP-RTB e Jugodisk de Belgrado, Suzy de Zagreb, Diskoton de Sarajevo, ZKP RTLJ de Ljubljana, Diskos de Aleksandrovac, e outras.

## Legado

### Iugonostalgia

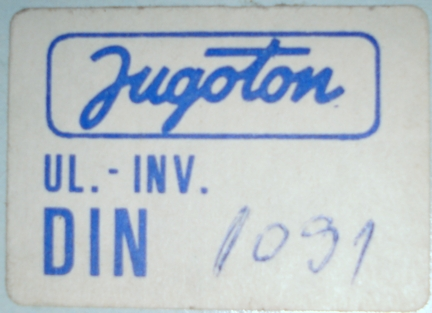
Etiqueta de preço dos anos 80 com o logotipo da empresa Jugoton. O preço está em dinares iugoslavos

O Jugoton, como parte importante da antiga cultura iugoslava, é um dos temas da Iugonostalgia. A antiga loja de discos Jugoton localizada no principal shopping de Skopje (Gradski Trgovski Centar), Macedônia do Norte, ainda opera sob o mesmo nome gerenciada pela gravadora macedônia Lithium Records.
Um exemplo diferente é a estação de rádio online e web tv chamada Jugoton, que opera na diáspora iugoslava em Viena, Áustria. Toca música da ex-Iugoslávia, mas também de todos os países contemporâneos da ex-Iugoslávia, incluindo pop, rock e folk. No entanto, não está formalmente relacionado com o Jugoton real, e nem todos os artistas iugoslavos representados em seu programa assinaram realmente com a gravadora.

### Yugoton
Yugoton é um álbum tributo polonês à antiga cena rock iugoslava, lançado em 2001. Seu título é uma homenagem a Jugoton.